# Лох-Ней
Лох-Ней (ірл. Loch nEathach [ɫ̪ɔx ˈn̠ʲahax], англ. Lough Neagh [ˌlɒx ˈneɪ]) — прісноводне озеро в Північній Ірландії. Площа поверхні 392 км². Найбільше озеро у Великій Британії. Довжина 30 км, ширина - 15 км. Лох-Ней розташоване за 30 км на захід від Белфаста. Озеро мілководне, середня глибина 9 м; максимальна глибина 25 м.

## Гідрологія
Площа водозбору 4550 км². Саме озеро має стік на півночі у Атлантичний океан через річку Банн. Використовується як джерело питної води. 